# گلف گیت استیتس (فلوریدا)
گلف گیت استیتس (به انگلیسی: Gulf Gate Estates) یک منطقهٔ مسکونی در ایالات متحده آمریکا است که در شهرستان ساراسوتا، فلوریدا واقع شده‌است. گلف گیت استیتس ۷٫۳ کیلومتر مربع مساحت و ۱۰٬۹۱۱ نفر جمعیت دارد و ۴ متر بالاتر از سطح دریا قرار دارد.